# 対テロ戦争
対テロ戦争（たいテロせんそう、英語: War on Terrorism または War on Terror、略称: WoT）は、およそ2001年頃から勃発した、アメリカ合衆国などの有志連合と呼ばれる国家と、国内外におけるテロリズムを行う組織の間の戦争である。勃発の原因としてはアメリカ同時多発テロが契機となっており、テロ攻撃の犯人がアルカーイダであるとされ、アメリカ軍がイギリス軍などと共にアルカーイダをかくまっているとされたアフガニスタン・イスラム首長国を攻撃し、崩壊させた他、後にアルカーイダの最高指導者であるウサーマ・ビン・ラーディンを殺害した。しかし、アメリカの支援を受けて成立したアフガニスタン・イスラム共和国がゲリラ化したターリバーンの攻撃を受け崩壊。同国に展開していたアメリカ軍は撤退する事となった。
正式名はテロとのグローバル戦争（GWOT:Global War on Terrorism）と呼び、第三次世界大戦やテロとの戦いとも呼ばれた。
アメリカ同時多発テロ事件を起こしたアルカイダの首謀者であるウサーマ・ビン・ラーディンの殺害成功（2011年）により、歴史的な区切りを迎えたとされる。
しかし、2014年には、アルカイダよりも規模が大きいISILと世界各国の戦いが勃発している。

## 当事者
対テロ戦争の当事者は大きく有志連合とテロ組織の2つの勢力に分かれる。アメリカ合衆国を中心とした有志連合は「テロリストによる大量殺人への対抗」、イスラム過激派を中心としたテロ組織は「西側諸国によるムスリム迫害への対抗」という立場を取っている。自衛のための戦争を行っている、という認識は双方の勢力に共通している。
テロ組織自体は大量殺人の正当化という意味で世界的に批判されているが、テロリズムの撲滅という大義名分を掲げるアメリカが、イスラム諸国の状況を深く理解せずにアルカイダ以外の組織に対して先手必勝で仕掛けた「自衛戦争」により、イスラム諸国の反感を買い、新たなテロ組織の台頭を招いている事実も批判されている。

### 有志連合
対テロ戦争は「人類史上最大の連合」とも呼ばれた多くの国家が連合して行っている。対テロ戦争で行われた作戦によって変動するものであり、特定の国際機構や同盟に規定された単一の国家の連合ではない。世界に存在する、ありとあらゆる組織を凌駕する圧倒的な戦力を擁する。
対テロ戦争において最も指導的な立場にあるのがアメリカ合衆国とイギリスであり、イラクやアフガニスタンで対テロ作戦を展開している。アメリカ合衆国は『四年次国防見直し(Quadrennial Defense Review)』にて国家戦略として国土防衛や大量破壊兵器使用の防止などと並んでテロリスト・ネットワークの打倒を掲げている。
またアメリカ合衆国だけでなくイスラエルはパレスチナ問題を通じてでテロリズムに直面している。反シオニズムのパレスチナ勢力としてヒズボラやハマースなどがあるが、これらは政治勢力であると同時にテロ攻撃をも行う勢力である。なお、同じ反シオニズム勢力の中でもファタハなどの穏健派は有志連合に味方している。
対テロ作戦はさらにオーストラリアやカナダなどが参加しており、中東や東南アジア、アフリカの角などでの多国籍軍による作戦やアフガニスタンでの不朽の自由作戦ではイラクやアフガニスタンはまさに当事国となっており、国民がテロの被害にあったりまたは国民がテロ組織に加入したりするなど深刻な状況であるためアメリカなどと共に軍や警察を動員してテロ組織と戦っている。またアフガニスタンではパキスタンも政府軍や米英軍などを支援しているほか同国も軍を派遣している。その他ではフィリピンやインドネシアなどの東南アジア諸国も国内のテロ組織の掃討・監視等を行い対策を強化。また日本はアメリカとの同盟に基づき兵站を担うなど後方支援を行っている。

### テロ組織
テロ組織とはテロリズムを実践する組織である。またテロ組織を支援するとされるイランやシリアなどの国家はテロ支援国家と呼ばれる。冷戦後のテロ組織はイスラム主義の運動と関連しており、従来の分離主義や民族主義の運動と並ぶテロ活動の動機となっている。小規模で戦力は弱いが、ゲリラ的な活動を主体とし、テロ組織の所在の特定やテロ事件発生の予測と撲滅が難しい。
対テロ戦争の主体として特に有名なテロ組織として挙げられるのがアルカイダである。アルカイダはウサーマ・ビン・ラーディンによって主導されているが、固定的な構成員を持つ組織ではなく、首脳部によって構成される中核を中心とするテロリストの流動的かつ広範なネットワークであるとされている。
ビン・ラーディンの主張はサウジアラビア駐留米軍の撤退、サウジアラビアの税制や保健衛生の改革、イラク制裁の解除、パキスタンやチェチェン、カシミールでの人権弾圧の解決である。第二次世界大戦での核攻撃、戦後の核開発、イスラエル支援、人権侵害などを理由にアメリカを「史上最悪の文明」として強く非難する。
またアルカーイダと関係があったとされるタリバンはムハンマド・オマルが指導するイスラム主義運動の流れを汲む政治勢力であり、2022年現在アフガニスタンを支配している。
また、アルカイダやタリバンなどとは別に、ソマリアのイスラム法廷会議や東南アジアのアブ・サヤフ、ジェマ・イスラミアもイスラム原理主義組織として知られる他、反シオニズムの政治勢力であるハマースやヒズボラ、フセイン政権崩壊後のバアス党などはレジスタンス活動でもあるが、その手法にテロリズムが含まれるためにテロ組織と呼ばれることもある。

## 作戦概要

### テロリズム
テロリズムを定義することは難しいが、その目的から政治的な策略として理解することができる。つまり暴力によって政府や社会に対する心理的な衝撃を与えるための手段であり、より大きな政治戦略の一環として位置づけることができる。軍事学的に見れば、テロ攻撃はゲリラ戦のような不正規戦でしばしば利用される作戦である。テロ攻撃に必要な計画、人員、装備、訓練、拠点などは高度に秘匿されながら準備され、敵である政府や軍事組織だけでなく、一般市民までをも攻撃の対象とする場合もある。これは攻撃の物理的な成果は本質的には重要ではなく、その攻撃でもたらされる恐怖や畏怖が狙いであるためである。

### 対テロ作戦
テロ攻撃を防御することは極めて困難である。テロ攻撃の被害を防ぐためには不正規戦において敵に攻勢をかける必要がある。しかし伝統的な軍事力に対する作戦とは異なり、不正規戦の特性に合致した作戦能力が必要である。この作戦能力が備わっている戦力として特殊部隊が高く評価されている。特殊部隊はテロリストを発見してから排除するまでのあらゆる機能を集約した部隊である。対テロ作戦として、特殊部隊はさまざまな情報源を活用した諜報・諜報活動、対ゲリラ作戦のような存在が秘匿された敵を迅速に発見、拘束して殲滅する戦闘、また現地の行政機関や治安機関との関係を構築して連携する民事作戦、公共サービスの提供などによって現地住民の人心を掌握する心理戦を行う。敵ゲリラ組織だけでなく、一般市民までをも攻撃の対象とする場合もある。これも攻撃の物理的な成果は本質的には重要ではなく、その攻撃でもたらされる恐怖や畏怖が狙いであるためである。

## 経過
アメリカ同時多発テロ事件が起きた2001年9月11日以降、イスラム過激派と世界各国の対立の構図が形成され、終わりの見えない戦いが続いている。

### テロリズムの脅威
2001年9月11日に発生したアメリカ同時多発テロにより、ハイジャックされた2機の飛行機はニューヨークの世界貿易センタービル、1機はバージニア州アーリントン郡の国防総省に衝突し、1機はペンシルベニア州に墜落した。
結果として2,977人の民間人が死亡し、世界に衝撃を与えた。事件はアルカーイダによるものと報道され、国際テロ組織の脅威が強く認識されることになった。米大統領ジョージ・W・ブッシュはこの大規模なテロ事件をうけて9月12日の国家安全保障チームの会合において、このようなテロ攻撃はもはやテロリズムではなく「戦争行為(acts of war)」であると述べた。
こうして自由と民主主義が危機に瀕している情勢と主張し、このような新しい脅威に対抗するためにテロリズムとの戦い、すなわち対テロ戦争の重要性が論じられるようになる。

### 対テロ作戦の開始
9月20日にはブッシュ大統領は米国議会と国民に対して訴えかけ、ウサーマ・ビン・ラーディンが指導するアルカーイダなどの国際テロリズムの存在を指摘した上でアルカーイダがアフガニスタン政府によって支援されていると述べ、当時アフガニスタンを統治していたターリバーンを非難した。
10月7日、有志連合は「テロリズムに対する汎地球戦争」（Global War on Terrorism）としてアフガニスタン侵攻を開始した。アメリカ軍が主力となり、『不朽の自由作戦(Operation Enduring Freedom-Afghanistan, OEF-A)』を実行してアルカーイダと繋がりがあるとされたターリバーン政権を攻撃した。これが対テロ戦争における最初の戦いと位置づけることができる。
北大西洋条約機構もこの軍事作戦に賛同はするが、主要な作戦への参加は各国の自主性に委ねた。関連する作戦として10月16日に海上阻止を行う『活発なエンデバー作戦(Operation Active Endeavour)』を公式に開始した。
また不朽の自由作戦はアフガニスタンだけでなく、有志連合によって2002年にはフィリピン、グルジア、ジブチ、エチオピア、ソマリアでも行われた。これら作戦は地域の安定化のための治安作戦や軍事支援などを含むものである。

### イラクへの侵攻
ターリバーン政権を打倒した後もインドネシアのバリ島やテロ事件などが続き、またアルカーイダの指導者であるウサーマ・ビン・ラーディンも10年近く行方がわからなくなり（2011年5月2日にアメリカ軍により殺害）、テロリズムの脅威はなくならなかった。対テロ戦争は続き、2002年1月29日の一般教書演説ではイラク、北朝鮮、イランなどを名指しして「悪の枢軸」と発言した。核開発疑惑をめぐってはイラクのフセイン政権への敵視を強める。
テロリストが入手可能なイラクの大量破壊兵器について国際原子力機関がイラクを調査し、そのような疑惑は否定される。しかしアメリカはその報告を認めず、2003年3月19日にイラク戦争を開始してフセイン政権を倒すが、大量破壊兵器は発見されなかった。イラク戦争によってフセイン政権が打倒されると、イラクでは抑圧の重石がなくなった事も災いして部族、民族、宗派をめぐる対立が激化し、治安が急速に悪化する。2004年7月、サッダーム・フセイン元大統領はイラクの裁判所に起訴され、2006年12月に死刑判決を受け執行された。

### 続くテロ事件
イラクでフセイン政権を打倒した後の2004年3月にパキスタンではワジリスタン紛争が開始された。パキスタン軍や地域の武装勢力と、ターリバーン、アルカーイダ系の武装勢力との戦いであり、アメリカもアルカーイダを掃討するために作戦に参加した。この作戦によってアフガニスタンとパキスタン国境地帯のターリバーン勢力は打撃を受けた。
しかし2004年3月11日にアルカーイダ系のテロ組織によってスペイン列車爆破事件が実行され、またチェチェン共和国独立派によって9月1日にベスラン学校占拠事件が発生した。2005年にも7月7日にロンドン同時爆破事件が引き起こされ、21日にも二回目のテロ事件があった。それ以後もインドネシア、インドでもテロ事件が続いた。

## 評価
ヒラリー・クリントン国務長官は2009年3月30日、ハーグに向かう途中で同行記者団に、バラク・オバマ政権が「対テロ戦争」なる語の使用を中止した旨述べた。
アメリカ軍はイラクからは2011年12月に撤退した。アフガニスタンではアメリカ軍および国際治安支援部隊とターリバーンの戦闘が継続している。また掲げられたイラク侵攻の理由が変えられたためにその正統性に対する批判もある。イスラム主義に根ざしたテロ組織ではアメリカとイスラエルの軍隊がダール・アル＝イスラームの征服をもくろんで開始したものであり、イスラム教徒が彼らと戦うのはアッラーの道にかなったジハードであるとしている。対テロ戦争でパレスチナ問題のパレスチナ側組織がテロ組織として挙げられていることなどにより、その正統性に疑いを投げかける材料とされている。
イギリス外務大臣デイヴィッド・ミリバンドは、2009年1月15日付ガーディアンに論文を投稿、この中で「“対テロ戦争”なる定義は誤りだった、却って諸勢力を団結させる事に繋がった」と述べた。イギリス政府も2007年からは「テロを煽る事になる」としてこの語を用いないようにしている。

## 対テロ戦争の結果
- イラクでは国連安全保障理事会が採択した国家の再建と復興プロセスに基づいて、2005年1月に暫定国会議員選挙が行われた[20]。
- 2005年8月に暫定国会が新憲法案を採択して国民に公開し、2005年10月に新憲法案承認を問う国民投票で新憲法案が承認された[20]。
- 承認された新憲法案に基づいて2005年12月に第1回国会議員選挙が行われた[20]。
- 2006年5月に国会が首相を選出し、2006年6月に首相が閣僚を任命して、初代内閣が組閣された[20]。
- 2010年3月に第2回国会議員選挙が行われ、2010年11月に国会が首相を選出し、2010年12月に首相が閣僚を任命して、第2代内閣が組閣された[20]。

- アフガニスタンでは2001年12月に部族代表者会議で暫定政府が設立され[21]。
- 2002年6月に部族代表者による暫定議会が召集された[21]。
- 2003年12月に暫定議会により新憲法が採択され施行された2004年10月に第1回大統領選挙が行われ大統領が選出された[21]。
- 2005年9月に第1回国会議員選挙が行われた[21]。
- 2009年8月に第2回大統領選挙が行われ大統領が選出された[21]。
- 2010年9月に第2回国会議員選挙が行われた[21]。